# 2009年欧州議会議員選挙 (スロバキア)
2009年欧州議会議員選挙（2009ねんおうしゅうぎかいぎいんせんきょ）は、欧州連合（EU）の議会である欧州議会を構成する欧州議会議員を選出するため2009年6月4日～7日の四日間にかけて欧州連合加盟27カ国で実施された欧州地域の選挙である。欧州連合加盟国の一員であるスロバキア共和国では6月6日に投票が行われた。本稿ではスロバキアにおける欧州議会議員選挙の結果について紹介する。

## 選挙制度
- 議員定数：13議席・・・前回（2004年）より1議席減
- 議員任期：5年
- 選挙権：18歳以上
- 被選挙権：21歳以上
- 選挙制度：比例代表制（ドループ式）
- 選挙区：全国で1選挙区を構成。
- 投票方法：
  - 政党名簿の中から一つを選択して投票する。候補者に順位が付されている拘束名簿であるが投票者は名簿の中から4名を選んで選考投票をする事が可能で、一定の票を得た候補者は名簿の上位に繰り上がる。
- 阻止条項：全国で有効投票の5％以上

## 選挙結果
- 投票日：2009年6月6日
- 登録有権者：4,345,773名

| 党派                                         | 得票数  | 得票率 | 議席数 | 議席率 |
| -------------------------------------------- | ------- | ------ | ------ | ------ |
| 方向・社会民主主義 SMER-SD                   | 264,722 | 32.01  | 5      | 38.46  |
| スロバキア民主キリスト教連合・民主党 SDKÚ-DS | 140,426 | 16.98  | 2      | 15.38  |
| ハンガリー連合党 SMK-MKP                     | 93,750  | 11.33  | 2      | 15.38  |
| キリスト教民主運動 KDH                       | 89,905  | 10.87  | 2      | 15.38  |
| 人民党・民主スロバキア運動 ĽS-HZDS           | 74,241  | 8.97   | 1      | 7.69   |
| スロバキア国民党 SNS                         | 45,960  | 5.55   | 1      | 7.69   |
| 自由と連帯 Sloboda a Solidarita              | 39,016  | 4.71   | 0      | 0.00   |
| 緑の党 SZ                                    | 17,482  | 2.11   | 0      | 0.00   |
| スロバキア民主的保守主義・市民保守党 KDS-OKS | 17,409  | 2.10   | 0      | 0.00   |
| スロバキア共産党 KSS                         | 13,643  | 1.65   | 0      | 0.00   |
| 自由フォーラム SF                            | 13,063  | 1.57   | 0      | 0.00   |
| 有効投票1％以上を得た政党のみ掲載            |         |        |        |        |

| 投票数     | 852,517 |
| 投票率     | 19.64   |
| 有効投票数 | 826,782 |
| 有効投票率 | 96.98   |

## 参考資料
- スロバキア統計局「Voľby do Európskeho parlamentu 6. júna 2009」スロバキア語、英語
- 北海道大学スラブ研究センター専任スタッフ林忠行作成「スロヴァキアの選挙・政党データ」（エクセル）。西南大学法学部教員仙石学「ポスト社会主義国の選挙･政党データ(ベータ版)」より。